# Jeffrey Skilling
Jeffrey Keith "Jeff" Skilling, född 25 november 1953 i Pittsburgh, Pennsylvania, USA. Utexaminerad från Harvard Business School 1979. Jeffrey Skilling var en amerikansk affärsman och sedan december 1996 koncernchef samt för en kort period VD för Enron Corporation. Tillsammans med Enrons grundare, Ken Lay anses de vara huvudpersonerna i företaget Enrons skandalartade konkurs och kollaps 2001 som för en kort tid var USA:s största. Året efter kom Worldcoms konkurs.
Genom enronskandalen fälldes Jeff till slut för bedrägeri, sammansvärjning och insiderhandel. Rättegången ses som den största finansskandalen i USA:s historia.
Genom ett omfattande redovisningsfusk fullständigt kollapsade USA:s sjunde största börsbolag i december 2001. Lay och Skilling har ansetts som ledande bakom manipulationen av finansiella rapporter. Bland annat ska miljardskulder ha dolts genom suspekta transaktioner med externa företag.
December 2001 begärdes Enron i konkurs med sina 21 000 anställda.
I februari 2004 åtalas Jeff Skilling och fälldes på 19 av de 28 åtalspunkterna.
I oktober 2006 dömdes han till 24 år och fyra månaders fängelse, samt ett skadestånd på 45 miljoner dollar.
Under rättegången hävdade han att han var oskyldig, och att kollapsen påskyndats av panik på marknaden och inte på grund av bokföringsfel. På frågan om alla oegentligheter i bokföringen svarar han att han inte är en revisor. Med Enrons kollaps föll även en av världens största revisorsorganisationer Arthur Andersen som en direkt konsekvens.
Skilling förespråkade och nyttjade darwinism inom Enrons toppskikt, dvs de anställda fick utvärdera varandra för att på så vis sålla bort de svagaste och få fram de mest motiverade och högpresterande medarbetarna. Metoden har kritiserats för sin kortsiktighet.
Den 13 december 2006 påbörjade Jeff Skilling att sitta av sitt drygt 24-åriga straff i fängelset Waseca i delstaten Minnesota.